# Gottlob Sylvius Wilhelm von Koschembahr
Gottlob Sylvius Wilhelm von Koschembahr (geb. 15. Mai 1756 in Schwiebedawe (Schlesien); gest. 5. Dezember (oder 7. Dezember) 1803) war ein preußischer Landrat.

## Leben

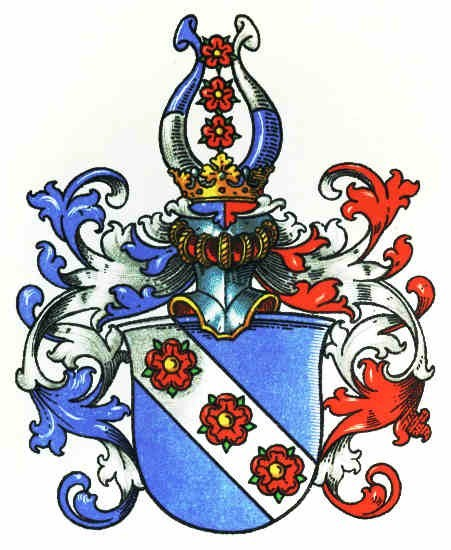
Wappen derer von Koschembahr

Gottlob Sylvius Wilhelm von Koschembahr war Angehöriger des schlesischen Uradelsgeschlechts Koschembahr. Er war ein Sohn von Sylvius Wilhelm von Koschembahr (1725–1797), Erbherr auf Ossen, Schwiebedawe, Frankenthal und Dobrischau (Kreis Münsterberg) und dessen Ehefrau Eleonore (1736–1788), geb. von Pogrell. Um das Jahr 1777 trat er in die Preußische Armee ein und erlangte dort im Infanterieregiment von Tauentzien den Rang eines Leutnants. Nach seinem Austritt aus der Armee lebte er auf seinem Gut Schwiebedawe. Am 12. Dezember 1787 wurde er mittels Ordre zum Nachfolger für den verstorbenen Ernst Wilhelm von Kessel als neuem Landrat im Kreis Militsch ernannt. Das Amt als Landrat übte er bis zum Jahr 1801 aus, sein Nachfolger wurde Sylvius Traugott Moritz von Frankenberg und Proschlitz.

## Persönliches
Am 28. Februar 1802 bat er unter Hinweis auf seine 25-jährige Militär- und Zivildienstzeit darum, sein mit Schulden behaftetes Gut Schwiebedawe an eine bürgerliche Person veräußern zu dürfen. Als weitere Argumente nannte er sein Alter, die Schwierigkeiten bei der Bewirtschaftung des Gutes, sowie die anstehende Scheidung von seiner vierten Ehefrau. Die Breslauer Regierung taxierte das Gut auf einen Wert von 41.347 Talern, was gegenüber Schulden von 37.100 Talern also aussichtsreich erschien. Die Anfrage wurde dann am 1. Juni 1802 abschlägig beschieden, da er sich im Zivilfach zu wenig Verdienste erworben hatte und aus diesem Grund den Posten als Landrat hatte aufgeben müssen. Da er keine Kinder hatte, setzte er testamentarisch verfügt seinen Freund, den Stadtdirektor, Prokonsul und Justizkommissar Ernst August Hübner aus Oels als seinen alleinigen Erben ein.

## Familie
Gottlob Sylvius Wilhelm von Koschembahr war insgesamt vier Mal verheiratet. In erster Ehe war er seit November 1788 mit Caroline Sophie Charlotte von Pusch verheiratet. In zweiter Ehe vermählte er sich mit Albertine Eleonore von Kleist. Die dritte Ehe ging er mit Christine Charlotte Maximiliane von Sommerfeld ein. In vierter Ehe heiratete er letztlich noch Elisabeth von Somnitz.